# Космическая программа Беларуси

БелКА — второй белорусский космический аппарат и первый белорусский, успешно вышедший на орбиту.

Белорусская космическая программа начата в 2007 году. В её рамках первый спутник был запущен в 2012 году.
Исполнительный орган — Национальное агентство по космическим исследованиям Беларуси (с 2015). Ранее работу курировала Академия наук.

## Начало программы и первый этап
Первые работы над космическим аппаратом в Республике Беларусь начались в 2003 году в сотрудничестве с российскими ЗАО «ЦНИИМАШ-Экспорт» и РКК «Энергия» (спутник «БелКА»). Проект был белорусским, но спутник создан на российских производственных мощностях, произошло это к 2006 году. Запуск произошёл 26 июля 2006 года, но он оказался неудачным из-за ракеты-носителя, и аппарат был разрушен.
Белорусская космическая программа была сформирована в соответствии с Указом Президента 14 июня 2007 года и утверждена постановлением Совета Министров 14 октября 2008 года.
Первый этап рассматривался как период 2008—2012 гг., когда реализовывались научные исследования, научно-технические разработки, организационные, кадровые и другие мероприятия. На этом этапе она включала 11 подпрограмм, её заказчиком и координатором стала Академия наук Беларуси. Среди них:
- разработка функционально полной Белорусской космической системы дистанционного зондирования Земли (ДЗЗ), включающая Белорусский космический аппарат (БКА) и наземный комплекс управления (выполнялось на базе УП «Геоинформационные системы НАН Беларуси»).
- спроектирована и внедрена авиационная система мониторинга и обработки данных ДЗЗ (АВИС, ГНТП «Космические системы и технологии»).
- подготовлена база для изготовления целевой аппаратуры ДЗЗ высокого разрешения (Государственный военно-промышленный комитет на ОАО «Пеленг»).
- создана базовая инфраструктура системы профессионального аэрокосмического образования (Белорусский государственный университет).
- разработан комплекс оценки и прогнозирования состояния природных и антропогенных геосистем с использованием аэрокосмической информации (Министерство природных ресурсов и охраны окружающей среды).
- программный комплекс для мониторинга государственных топографических карт и планов населенных пунктов по данным ДЗЗ (Государственный комитет по имуществу).
- разработка технологий для контроля состояния мелиоративных земель.
- подготовлена технология комплексной обработки данных ДЗЗ для решения задач лесного хозяйства (Министерство лесного хозяйства).
- для решения задач МЧС началась разработка программного комплекса «Мониторинг-ЧС»: аэрокосмический мониторинг половодья, паводков и природных пожаров.

С запуском спутника БКА 22 июля 2012 года Беларусь вошла в число космических государств. 1 ноября 2013 г. Генеральная ассамблея ООН приняла Республику Беларусь в Комитет ООН по использованию космического пространства в мирных целях.

## Второй этап

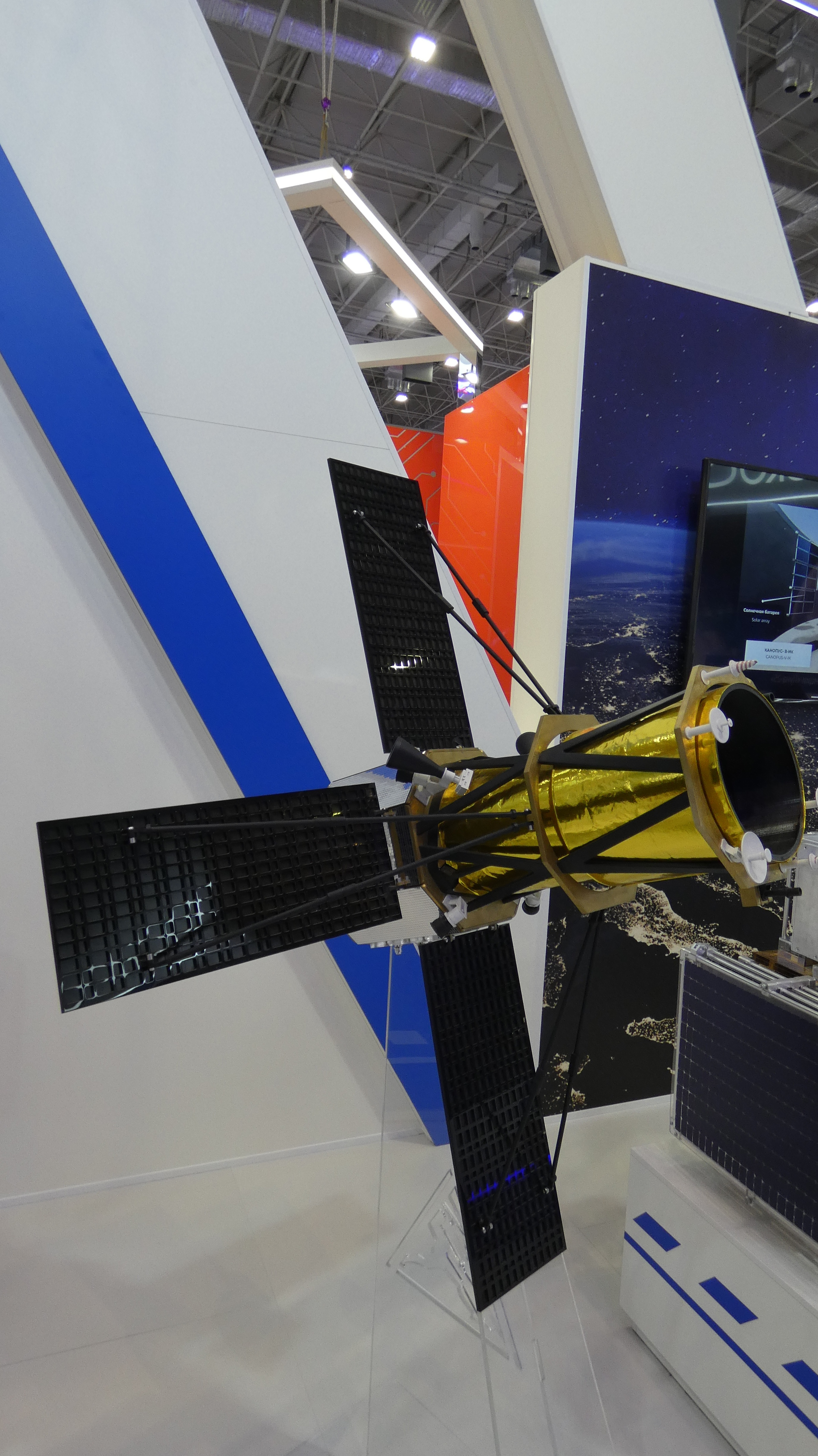
Российско-белорусский спутник наблюдения Земли.

Второй этап относится к 2013—2017 гг., и его концепцию разработала НАН Беларуси совместно с заинтересованными органами госуправления и организациями. Эти работы проводились исходя из анализа полученного и имеющегося научно-технического потенциала страны, а также на основании результатов выполнения первого этапа программы. Рассматривались поступающие предложения, на основании которых были выработаны 4 основные направления:
1. Развитие системы дистанционного зондирования Земли. Здесь требовалась эксплуатация и модернизация уже созданной Белорусской космической системы ДЗЗ. Для его развития запланировано создание многоуровневого комплекса ДЗЗ, где происходит увязка авиационной и космической съемки, а также новые космические средства и образцы изделий, которые могли бы устойчиво работать в условиях воздействия негативных факторов космического пространства.
2. Создание на базе геостационарного спутника Национальной системы спутниковой связи и вещания с последующим обслуживанием отечественных и зарубежных потребителей. Тут рассматриваются различные объёмы услуг связи и вещания, оказываемых населению, организациям и органам госуправления. Для эффективной реализации поставлены задачи снижения стоимости и повышения качества услуг.
3. Построение Единой системы навигационно-временного обеспечения для интеграции и оптимизации существующих и перспективных комплексов и средств. Целевым применением здесь предполагается контроль и управление наземным транспортом в ведомственных и региональных системах, обеспечение безопасности движения. Помимо этого, это направление включает создание местных геодезических сетей и условий для проведения кадастровых, топографических, геологоразведочных, геофизических, изыскательских и других исследований, а также обеспечение работы систем точного земледелия.
4. Подготовка высококвалифицированных кадров для космической отрасли и для научных исследований.

Финансирование второго этапа проводится на средства республиканского бюджета (инновационных фондов органов госуправления и Национальной академии наук), а также бюджета Союзного государства. Не исключено привлечение внебюджетных средств, использование кредитов банков и прямых иностранных инвестиций.
В январе 2016 года начал свою работу в космосе белорусский телекоммуникационный спутник «Белинтерсат-1», рассчитанный на обеспечение доступа в Интернет, а также передачу телевизионных и радиосигналов. «Белинтерсат-1» был запущен с китайского космодрома Сичан.
В сентябре 2018 года Белоруссия приняла 31-й Международный конгресс Ассоциации участников космических полётов.
В начале 2020 года было объявлено о планах запуска второго белорусского спутника в 2021 году. 31 августа 2020 года президент Беларуси Александр Лукашенко подписал распоряжение о запуске спутника. Его разработка и создание ведется сотрудниками, студентами и аспирантами Белорусского государственного университета.